# ACSE
ACSE eller Association Control Service Element är en metod i OSI-modellen för att etablera kontakt mellan två applikationer.
Standarden ISO 8649 är definitionen av tjänster i ASCE. Protokollet som ACSE använder är definierat i ISO-standarden ISO 8650.